# Need for Speed: The Run
Need for Speed: The Run is een racespel uit 2011, ontwikkeld door EA Black Box en uitgegeven door Electronic Arts voor de PlayStation 3, Xbox 360, pc, Wii en Nintendo 3DS. Het spel kwam op 18 november 2011 uit in Europa. Het spel maakt gebruik van de Frostbite 2 Engine, die ook gebruikt wordt voor Battlefield 3.

## Gameplay
In The Run neemt de speler deel aan een illegale race van San Francisco naar New York, met tussenstops in Las Vegas, Denver, Detroit en andere plaatsen. Het spel is daarmee het eerste deel in de serie waarin bestaande plaatsen voorkomen. Naast de politie, die de speler willen arresteren, moet de speler ook rekening houden met files, ijzige bergpassen en diepe kloven. Het spel heeft in totaal meer dan 300 kilometer weglengte, de grootste hoeveelheid ooit in een Need for Speed-spel en meer dan drie keer de hoeveelheid dan die in Hot Pursuit.

## Ontwikkeling
EA Black Box werkt sinds de release van Need for Speed: Undercover in 2009 aan dit nieuwe deel in de Need for Speed-serie. Het spel kende een langere ontwikkeltijd dan andere spellen van de ontwikkelaar. De eerste geruchten over het spel kwamen vrij in november 2010, nadat Patrick Söderlund, president van EA Games Europe een interview gaf met Eurogamer. Dit was nog voor de release van Need for Speed: Hot Pursuit, de voorganger van The Run.
De eerste officiële melding van The Run kwam op 28 april 2011, nadat een Engelse winkel afbeeldingen van het spel op zijn website plaatste. Op 29 april maakte Electronic Arts meer bekend over de gameplay en de setting van het spel.
The Run richtte zich tijdens de ontwikkeling hoofdzakelijk op de PlayStation 3. De PlayStation 3-versie van het spel kent drie exclusieve voertuigen, waaronder de Bugatti Veyron en de Koenigsegg Agera R. De Frostbite 2 engine waar het spel gebruik van maakt, was oorspronkelijk ontworpen voor shooter-games, en moest omgezet worden voor racegames. Dit omzetten duurde ongeveer een jaar om te voltooien.

## Ontvangst
| Beoordeeld door        | Jaar | Platform      | Score |
| ---------------------- | ---- | ------------- | ----- |
| PC Games (Duitsland)   | 2011 | Windows       | 79%   |
| GamesCollection        | 2012 | PlayStation 3 | 75%   |
| informaticien.be       | 2011 | PlayStation 3 | 70%   |
| Jeuxvideo.com          | 2011 | Windows       | 70%   |
| GamingLives            | 2011 | Xbox 360      | 70%   |
| PC Gameplay (Benelux)  | 2011 | Windows       | 68%   |
| Jeux Vidéo Network     | 2011 | Xbox 360      | 65%   |
| GameSpy                | 2011 | Windows       | 60%   |
| Absolute Games (AG.ru) | 2011 | Windows       | 60%   |
| 4Players.de            | 2011 | Windows       | 58%   |

The Need for Speed · II · III: Hot Pursuit · Road Challenge · Porsche 2000 · Hot Pursuit 2 · Underground · Underground 2 · Underground Rivals · Most Wanted (2005) · Carbon · Pro Street · Undercover · Nitro · Shift · World · Hot Pursuit (2010) · Shift 2: Unleashed · The Run · Most Wanted (2012) · Rivals · Need for Speed · Payback · Heat · Unbound